# ألبرتو فونتانا (لاعب كرة قدم، مواليد 1974)
البرتو فونتانا (بالإيطالية: Alberto Maria Fontana)‏ (2 ديسمبر 1974 بتورينو في إيطاليا - ) هو لاعب كرة قدم إيطالي في مركز حراسة المرمى. لعب مع نادي باليرمو ونادي بيستويسي ونادي تورينو ونادي روما ونادي ريجيانا 1919 ونادي نوفارا وهيلاس فيرونا ويوفنتوس ونادي فوغيريزي 1919 ‏ وSSD Calcio San Donà ‏ وHistory of Valle d'Aosta Calcio ‏.

## روابط خارجية
- البرتو فونتانا على موقع قاعدة بيانات كرة القدم.إي يو (الإنجليزية)
- البرتو فونتانا على موقع Soccerway.com (الإنجليزية)
- البرتو فونتانا على موقع عالم كرة القدم.نت (الإنجليزية)